# 大地丙太郎
大地 丙太郎（だいち あきたろう、1956年1月13日 - ）は、日本のアニメ監督、演出家、撮影監督である。
群馬県高崎市出身。別名義に小池 彰（こいけ あきら）。

## 来歴
1976年育英工業高専グラフィック工学科、1978年東京写真大学短期大学部写真応用科卒業後、舞台写真家志望だったが、同年に清水達正の東京アニメーションフィルム（アニメーション撮影会社）に入社、初仕事は『未来少年コナン』の撮影で、アニメの撮影の仕事を5年ほど続けるが、一時転職してビデオ制作会社で実写のカラオケビデオ等を撮影していた時期もあった。
1991年、夢がないと絶望して勤め先を退社、ゲーム制作会社に勤めるが半年で元の会社に出戻る。アニメ業界に復帰してからは同じくアニメーション監督のやすみ哲夫に師事。制作進行を経て、演出に進出。演出を担当することに妻は本当は反対していたが「やるなら3年は頑張ってみなさい」と言われ始めると面白かった。1994年の『赤ずきんチャチャ』演出において、佐藤竜雄・桜井弘明と共に注目を浴びる。1995年の『ナースエンジェルりりかSOS』で監督デビューを果たした。最初は監督は自分には合わないと考えたが演出より面白いと感じる。1998年より放映の『おじゃる丸』で監督をつとめ代表作となる。
2015年にはかつてアニメ版の監督も務めた『こどものおもちゃ』の舞台版の脚本・演出も務めるなど、アニメ以外にも活動の場を広げている。

## 作風
ハイテンションなコメディを得意とし『赤ずきんチャチャ』以降どんなにシリアスなストーリーでも、ほとんどでギャグ・日常描写をカット毎に入れ替える様に差し込む方針を貫いている。その際にはセオリーである「段階を踏む」展開や「間合いを取る」様なシチュエーションを省略し、その代わりにワイプ・字幕で緩急をつけて、内容を詰め込む様に構築していく。
「間合いを取る」演出を嫌い、キャラクターの台詞も絵コンテの段階で大量に増やしている。その結果、AR台本が普通の作品の2倍の厚さになる。周囲からは「キャラクターが話さないカットがありません」とよく言われているが、大地は「じっくり見せて結局何がやりたいんだ。そういう緊張感の伴った感情的なシーンは数話に1話でいい」と話している。
一方で『今、そこにいる僕』、シリアスな少女コミックを原作とした『僕等がいた』などギャグがほとんど皆無の作品も手掛けている。自身の監督作において実写の映像や過去の本編の映像などを僅かに（数秒程度）挟み込んだり新規のアニメーションと合わせて別窓で流す演出を多くとる。
山本はるきちとの仕事が多く見られる。
自分が関わった作品にカメオ出演することが多い。
ギャグテイストが主になるアニメにおいては、元になったキャラクターデザインからは考えられない、ともすれば作画崩壊とも受け取れるデフォルメを起こし、それを滑らかに動かす演出がよくみられる。これは大地が「小2に影響を受けた」と公言している赤塚不二夫の手法を模したものである。子供時代から好きであった近衛十四郎の出演映画作品の影響を深く受けており、『風まかせ月影蘭』は、近衛十四郎が主演したTV時代劇『素浪人 月影兵庫』『素浪人 花山大吉』のリスペクト作品であり、『十兵衛ちゃん』などの異色の時代劇系作品を制作している。『十兵衛ちゃん2 -シベリア柳生の逆襲-』においては、青年時代の柳生十兵衛役に、近衛の息子である目黒祐樹を声優として出演させている。他にも『妖精姫レーン』、『こどものおもちゃ』、『レジェンズ 甦る竜王伝説』ではサブタイトルの形にその名残がある。
監督にあたり声優にこだわりを見せており、大地が見出した声優としては小西寛子、安原麗子、名塚佳織、齋藤彩夏、ささきのぞみ、三森すずこなどがいる。ほとんどの大地作品でレギュラー出演をしている一条和矢をはじめ、前田剛、うえだゆうじ、竹本英史などは作品を超えて常連出演していることが多い。その中の小西寛子からはTwitterで過去に告発を受けている
。

## 評価
うえだゆうじは「普通の現場より収録に時間がかかります。テンポがめちゃくちゃ面白いんですけど、『間合い・ニュアンスはウケを取りやすくする様に』等監督の演技のプランニングに対して、きっちり要求通りにできる声優は少ないと思うんですよ。集中力も必要ですしね」と評している。
高橋良輔は「『赤ずきんチャチャ』の頃から大地君は面白い絵コンテを切る人で、『彼が中心となる演出チームを組んだら、良い作品が作れる』って思っていました」「彼が『ギャグ好き』なのは間違いない。彼のギャグにはアナーキーな所があって、ちょうどそれがシリアスをやる時には真面目に転じるんだよね。根は一つだと思う。『こどものおもちゃ』も結構シリアスな話だったし」と評している。
山口勝平は「用意された尺が実質1話3分しか無かったとしても、原作の1～2話分を詰め込む様な演出なので、テンポがめちゃくちゃ速いんです。長台詞だと、どこで息すればいいのか困っちゃうくらいで。録っている時は大変だけど、出来上がるとそのテンポがすごく心地いい」と評している。

## エピソード
『赤ずきんチャチャ』『はれときどきぶた』等には絵コンテ及び演出担当で参加している。
アニメーション神戸・デジタルクリエーターズアワード審査委員長を務めている。
2002年9月、自身がパーソナリティを務めるラジオ大阪系ラジオ番組『大地ラヂオ』にアニメ監督の佐藤順一をゲストで迎えた際「（佐藤が監督をした）『ストレンジドーン』のアフレコ現場を訪問して、佐藤監督が音響監督も兼任しているのを見て自身の作品『フルーツバスケット』では音響監督にも挑戦したが1話で挫折した。「もう二度とやらない。」と語っていたが、『迷い猫オーバーラン!』の第4話で再び音響監督を務めている。
江口寿史・田村信とギャグ集団「E.T.T」を結成して、トークイベントなどで活動している。2005年8月には舞台劇『風まかせ けやき十四（じゅうよつ）』を初めて作・演出した。
『あたしンち』の監督を初回から第5回まで担当していたが、プロデューサーとの意見の違いで自主降板した。その後、やすみ哲夫が監督したのは第9回以降なので第6回、第7回、第8は監督不在だった。

## 受賞等
- 『おじゃる丸』で平成11年度文化庁メディア芸術祭アニメーション部門優秀賞を受賞
- 自身原作によるOVA『まかせてイルか!』で平成16年度文化庁メディア芸術祭アニメーション部門優秀賞を受賞。富野由悠季から「元気がいい、イキがいい」と評された。
- 2002年東京アニメアワード監督賞受賞[11]。
- 『ギャグマンガ日和』で平成17年度文化庁メディア芸術祭アニメーション部門推薦
- 第4回アニメーション神戸・個人賞受賞[12][13]

## 監督作品
1995年
- ナースエンジェルりりかSOS
- 妖精姫レーン

1996年
- こどものおもちゃ（ - 1998年）
- トイレの花子さん

1997年
- 魔法学園LUNAR! 青い竜の秘密すっぽこ魔法作戦（春エヴァと同時上映）

1998年
- セクシーコマンドー外伝 すごいよ!!マサルさん
- 浦安鉄筋家族
- 世紀末リーダー外伝たけし!

1998年-
- おじゃる丸

1999年
- 十兵衛ちゃん
- 今、そこにいる僕（ - 2000年）

2000年
- 映画おじゃる丸 約束の夏 おじゃるとせみら
- 風まかせ月影蘭

2001年
- 美少女生活（ - 2002年）
- アニメーション制作進行くろみちゃん
- フルーツバスケット

2002年
- あたしンち - （第1 - 5話・番組初期EDの作詞）
- ギャグマンガ日和 - ジャンプフェスタ2002版 -

2004年
- 十兵衛ちゃん2
- レジェンズ 甦る竜王伝説（ - 2005年）
- まかせてイルか!
- アニメーション制作進行くろみちゃん 日本のアニメは私が作る!2

2005年
- ギャグマンガ日和

2006年
- 僕等がいた
- ギャグマンガ日和2

2008年
- ギャグマンガ日和3

2009年
- 夢をかなえるゾウ
- くるねこ（ - 2011年）

2010年
- 迷い猫オーバーラン!（第4話）
- ギャグマンガ日和+

2012年
- ポヨポヨ観察日記
- 神様はじめました

2013年
- よってこ てんてこ め江戸かふぇ（時代劇ドラマ）
- DD北斗の拳
- 花のずんだ丸（Webアニメ）

2014年
- 毎度!浦安鉄筋家族

2015年
- 神様はじめました◎
- DD北斗の拳2

2016年
- とんかつDJアゲ太郎
- 信長の忍び

2017年
- 佐賀県を巡るアニメーション「ただいま 思い出の佐賀」（Webアニメ）
- 信長の忍び〜伊勢・金ヶ崎篇〜

2018年
- 信長の忍び〜姉川・石山篇〜

2019年
- 臨死!!江古田ちゃん（第1話）
- 明治東亰恋伽

2022年
- 名探偵コナン 犯人の犯沢さん
- 僕とロボコ

2025年
- ギャグマンガ日和GO
- 劇場版僕とロボコ

## 撮影監督作品
- ドラえもん（1979年版〈第2作1期〉、「宇宙救命ボート」絵コンテも担当）
- ドラえもん のび太の宇宙開拓史（1981年）
- ドラえもん ぼく、桃太郎のなんなのさ（1981年）
- ドラえもん のび太の大魔境（1982年）
- プロゴルファー猿TVスペシャル（1982年）
- ドラえもん のび太の海底鬼岩城（1983年）
- パーマン バードマンがやって来た!!（1983年）
- 強殖装甲ガイバー（1986年版）
- 禁断の黙示録 クリスタル・トライアングル（1987年）
- うる星やつら 完結篇（1988年）

## 絵コンテ・演出・撮影・その他参加作品
1980年代
- さすがの猿飛（撮影）
- ブラックマジック M-66（撮影）
- まんがことわざ事典（撮影助手）
- 11人いる!（撮影）
- 火垂るの墓（撮影）
- つるピカハゲ丸くん（制作デスク）
- おぼっちゃまくん（制作デスク・演出・絵コンテ）
- ゲームセンターあらし（撮影）

1990年代
- 桃太郎伝説（第26・32話演出・絵コンテ）
- どろろんぱっ!（演出・絵コンテ）
- 笑ゥせぇるすまん（第2・3期、スペシャル版演出・絵コンテ）
- ミラクル☆ガールズ（演出・絵コンテ）
- ヤダモン（第68、81、95、100、107、124、139、158、163話演出・第95、107、139、158、163話絵コンテ）
- お〜い!竜馬（第31・36話演出・絵コンテ）
- 剣勇伝説Y∀IBA（演出・絵コンテ）
- 名犬ジョリィ（撮影）
- 忍たま乱太郎（第3期72話絵コンテ）
- ポコニャン!（演出・絵コンテ）
- 3丁目のタマ うちのタマ知りませんか?（第7話演出・第7話A絵コンテ）
- ジャングルの王者ターちゃん♡（第17・24話演出・第17・24・36話絵コンテ）
- 赤ずきんチャチャ（演出・絵コンテ）
- カラオケ戦士マイク次郎（演出・絵コンテ）
- 学校のコワイうわさ 花子さんがきた!!（第1期演出・絵コンテ）
- 超世紀末ギャグアニメ〜中崎タツヤ傑作選〜（演出・絵コンテ）
- Jリーグを100倍楽しく見る方法!!（演出・絵コンテ）
- 大淀川危機一髪（演出・絵コンテ）
- 宮ヶ瀬ダムマン（演出・絵コンテ）
- 水虫（演出・絵コンテ）
- 気分は形而上 実在OL物語（演出・絵コンテ）
- クマのプー太郎（第1・5・6話絵コンテ）
- 天地無用!（絵コンテ）
- 沈黙の艦隊（絵コンテ）
- るろうに剣心 -明治剣客浪漫譚-（第3話絵コンテ）
- セイバーマリオネットJ（絵コンテ）
- HAUNTEDじゃんくしょん（第2・6話絵コンテ）
- こちら葛飾区亀有公園前派出所（スペシャル版「部長よ!あれがパリの灯だ」絵コンテ）
- はれときどきぶた（第2話、第13話絵コンテ）
- 吸血姫美夕（第十五話絵コンテ）

2001年
- デ・ジ・キャラット（サマースペシャル「夏の虫」脚本・演出・絵コンテ）

2002年
- ぷちぷり*ユーシィ（第13話絵コンテ）
- シスター・プリンセス RePure（第8話演出・絵コンテ）

2003年
- カレイドスター（エンディングディレクター）
- カレイドスター 新たなる翼（ - 2004年、エンディングディレクター）
- 魁!!クロマティ高校（ - 2004年、第7話・第26話「ゲロタン」ナレーション）

2004年
- スウィート・ヴァレリアン（OP絵コンテ）
- ナースウィッチ小麦ちゃんマジカルてZ（おぺ.1OP絵コンテ）

2005年
- 魔女っ娘つくねちゃん（ - 2006年、#2・#6脚本・絵コンテ）

2006年
- 蟲師（第19話絵コンテ）

2007年
- ケンコー全裸系水泳部 ウミショー（第11話絵コンテ）

2008年
- カンフーくん（脚本）
- フルタイムシステム（CM絵コンテ・演出×3本、原画・大島りえ、キャスト・齋藤彩夏・名塚佳織・前田剛、大地（主婦・赤ちゃん））

2009年
- VOMIC版いぬまるだしっ（演出）

2010年
- 迷い猫オーバーラン!（第4話音響監督）

2011年
- 豆富小僧（絵コンテ）
- バカとテストと召喚獣にっ!（第13話絵コンテ）
- NARUTO -ナルト- 疾風伝（OP10絵コンテ・演出）

2012年
- BRAVE10（第3・7話絵コンテ）

2014年
- のうりん（第3話絵コンテ）
- 異能バトルは日常系のなかで（第2・4話絵コンテ）
- 蟲師 続章（第16話絵コンテ）

2015年
- ハッカドール THE あにめ〜しょん（第5話絵コンテ）

2017年
- リトルウィッチアカデミア（第9話絵コンテ）

2018年
- 超回転 寿司ストライカー The Way of Sushido（アニメパート監督）

2019年
- まちカドまぞく（第5・9話絵コンテ、ダンゴゴン太原画（9話））
- クレヨンしんちゃん（SPECIAL85・1084話Cパート絵コンテ、1084話Cパート演出）
- からかい上手の高木さん2（11話Dパート絵コンテ）
- ONE PIECE（第912・923・930・938・947話絵コンテ）

2020年
- ミュークルドリーミー（OP演出、第3話絵コンテ）
- かくしごと（第6・11話絵コンテ）

2021年
- デジモンアドベンチャー:（第29・35話絵コンテ）
- トロピカル〜ジュ!プリキュア（OP絵コンテ・演出、第5・10・32話絵コンテ）
- ましろのおと（OP絵コンテ・演出、第10話絵コンテ）
- イジらないで、長瀞さん（第4話絵コンテ）

2022年
- ブルーサーマル（絵コンテ）
- からかい上手の高木さん3（10話Dパート絵コンテ）

2023年
- 僕の心のヤバイやつ（OP絵コンテ、第25話絵コンテ）

2025年
- 名探偵コナン（ED73ディレクター・振付）

## 舞台
- こどものおもちゃ（脚本・演出）

## 出演番組
- 大地ラヂオ2 アニメっていいよね!
  - 杉並区のコミュニティチャンネルで声優の伊東久美子とともにMCを担当している情報番組。
- イクシオン サーガ DT×神様はじめました 秋アニメ直前スペシャル!!（2012年9月24日、テレビ東京系）
- Rの法則
  - 声優オーディションの企画時に審査員として登場。

## 著書・連載
- コラム「私の人生ギャグだった」 月刊アニメージュ連載
- 小説『十兵衛ちゃんラブリー眼帯の秘密 上巻・下巻』ソニー・マガジンズ 2000-2001年 ISBN 4-7897-1637-6 ISBN 4-7897-1659-7
- コミック『まかせてイルか!』（1巻・2巻）原作・大地丙太郎、作画・たかしたたかし アニメージュコミックス 徳間書店 2000年 - 2001年 ISBN 4-19-770081-4 ISBN 4-19-770087-3
- 新書『これが「演出」なのだっ 天才アニメ監督のノウハウ』講談社アフタヌーン新書　2009年8月11日　ISBN 4063647811